# Josh Zuckerman
Joshua Ryan Zuckerman (Stanford, Califórnia, 1 de abril de 1985) é um ator norte-americano.

## Biografia
Josh é o caçula de uma família de cinco filhos, ele começou a atuar aos dez anos de idade no Los Altos Youth Theater, na Califórnia. Zuckerman foi criado na cidade de Los Altos, Califórnia, onde frequentou a Bullis-Purisima Elementary School. Ele é de descendência escocesa, inglesa, sueca e alemã. Josh se mudou para Los Angeles para seguir uma carreira como ator depois de terminar a sétima série no Egan Junior High School, onde ele tinha sido eleito presidente do corpo estudantil.
Ele também frequentou a The Buckley School, em Sherman Oaks, Califórnia, e, a partir de 2003 passou a frequentar a Princeton University, onde ele é membro da fraternidade Delta Kappa Epsilon.
Josh teve que raspar a cabeça para fazer o filme Austin Powers em O Homem do Membro de Ouro. Já trabalhou com a atriz Angela Gacad duas vezes. Eles apareceram juntos no filme para TV, Geppetto de 2000 e Sobrevivendo ao Natal de 2004.
Também fez um breve, mas importante personagem em uma das temporadas de Desperate Housewives, interpretando um amigo nerd da família Scavo, mas sendo descoberto como um perigoso assassino, o que revelou alguns mistérios que estavam enrolados na trama.

## Filmografia
| Filmes    | Filmes                                     | Filmes               | Filmes                          |
| Ano       | Título                                     | Papel                | Notas                           |
| --------- | ------------------------------------------ | -------------------- | ------------------------------- |
| 2000      | Geppetto                                   |                      | Para TV                         |
| 2000      | Return to the Secret Garden                | Timothy              |                                 |
| 2000      | The View from the Swing                    | Ben                  | Creditado como Joshua Zuckerman |
| 2001      | The Myersons                               | Murphy Myerson       |                                 |
| 2001      | 'Twas the Night                            | Danny Wrigley        | Para TV                         |
| 2002      | Lather. Rinse. Repeat.                     | Timmy                |                                 |
| 2002      | I Was a Teenage Faust                      | Brendan Willy        | Para TV                         |
| 2002      | Austin Powers em O Homem do Membro de Ouro | Evil (jovem)         |                                 |
| 2004      | Sobrevivendo ao Natal                      | Brian Valco          |                                 |
| 2005      | Garotas Malvadas                           | Josh Horowitz        |                                 |
| 2005      | Banquete no Inferno                        | Hot Wheels           |                                 |
| 2006      | Um Amor Jovem                              | Decker               |                                 |
| 2007      | Leões e Cordeiros                          | Estudante            |                                 |
| 2008      | Sex Drive - Rumo ao Sexo                   | Ian                  |                                 |
| 2009      | Ceremonies of the Horsemen                 | Zerach               |                                 |
| Televisão |                                            |                      |                                 |
| Ano       | Título                                     | Papel                | Notas                           |
|           | The Amanda Show                            |                      | 1 episódio                      |
| 2000      | Get Real                                   | Andy (jovem)         | 1 episódio                      |
| 2000      | Once and Again                             | Toby Porter          | 2 episódios                     |
| 2000      | That's Life                                | Eric Feinstein       | 1 episódio                      |
| 2001      | Bette                                      | Tim                  | 1 episódio                      |
| 2001      | Jack & Jill                                | Adam Fickman         | 1 episódio                      |
| 2001      | The West Wing                              | Billy Fernandez      | 1 episódio                      |
| 2001      | The Ellen Show                             | Timmy                | 1 episódio                      |
| 2001      | The Nightmare Room                         | Jeremy Clark         | 1 episódio                      |
| 2001      | Judging Amy                                | Rob Bird             | 1 episódio                      |
| 2002      | NYPD Blue                                  | James "Swirly" Kilik | 2 episódios                     |
| 2005      | House M.D.                                 | Keen Student         | 1 episódio                      |
| 2006      | Standoff                                   | Cary Steckler        | 1 episódio                      |
| 2007      | Close to Home                              | Ben Murphy           | 1 episódio                      |
| 2007      | CSI: Miami                                 | Leo Donwell          | 3 episódios                     |
| 2007      | Boston Legal                               | Michael Scanlon      | 1 episódio                      |
| 2008      | Kyle XY                                    | Mark                 | 13 episódios                    |
| 2011      | 90210                                      | Max                  |                                 |

## Prêmios e Indicações
| Prêmios | Prêmios   | Prêmios            | Prêmios                                                                            | Prêmios               |
| Ano     | Resultado | Premiação          | Categoria                                                                          | Título                |
| ------- | --------- | ------------------ | ---------------------------------------------------------------------------------- | --------------------- |
| 2002    | Indicado  | Young Artist Award | Melhor Performance em Filme para TV ou Especial - Ator Jovem Principal             | 'Twas the Night       |
| 2003    | Indicado  | Young Artist Award | Melhor Performance em Filme para TV, Mini-série ou Especial - Ator Jovem Principal | I Was a Teenage Faust |